# William K. Howard
William K. Howard (ur. 16 czerwca 1899 w St. Marys, zm. 21 lutego 1954 w Los Angeles) – amerykański reżyser filmowy, scenarzysta i producent.

## Filmografia
scenarzysta
- 1921: The One-Man Trail
- 1929: Grzeszne miasto
- 1930: Good Intentions

reżyser
- 1921: Play Square
- 1924: The Border Legion
- 1927: White Gold
- 1932: Sherlock Holmes
- 1940: 'Til We Meet Again
- 1946: A Guy Could Change

producent
- 1929: Śmiałek
- 1934: This Side of Heaven
- 1937: The Green Cockatoo
- 1939: Back Door to Heaven

## Wyróżnienia
Posiada swoją gwiazdę na Hollywoodzkiej Alei Gwiazd.